# Gora Bujnickogo
Gora Bujnickogo (englische Transkription von russisch Гора Буйницкого Gora Buinizkowo) ist ein Hügel im westantarktischen Queen Elizabeth Land. In der Neptune Range der Pensacola Mountains ragt er östlich des Brown Ridge auf.
Russische Wissenschaftler benannten ihn. Der weitere Benennungshintergrund ist nicht überliefert.